# Экибастузский лагерь
Дальний лагерь МВД (Особый лагерь № 11, Особлаг № 11, Дальлаг, не путать с Дальневосточным исправительно-трудовым лагерем, известным под тем же названием) — образован на базе шестого отделения Песчаного лагеря с центром в поселке городского типа Экибастуз Павлодарской области в 1952 году. Просуществовал до мая 1954 года, после чего был вновь преобразован в шестое отделение.

## Лагерь
Приказом МВД СССР от 24 апреля 1952 г. в Павлодарской области на базе 6-го отделения Песчаного лагеря был создан особый лагерь № 11 под названием «Дальний лагерь МВД» на 5 тысяч человек.

Передано в архив КАРАГАНДИНСКОГО ИТЛ: л/д з/к — 21 717 . 
Доп. сведения: 17.11.50 «в целях улучшения руководства особыми лагерями, расположенными в Карагандинской обл., усиления режима и трудового использования з/к и сокращения расходов» все действующие и строящиеся ЛО ЛУГОВОГО ЛАГЕРЯ, а также Экибастузское ЛО СТЕПНОГО ЛАГЕРЯ переданы в состав ПЕСЧАНОГО ЛАГЕРЯ . 24.04.52 на базе ЛО № 6 ПЕСЧАНОГО ЛАГЕРЯ (пос. Экибастуз) организован ДАЛЬНИЙ ЛАГЕРЬ МВД

Дальлаг находился в подчинении ГУЛАГ, ГТУ МВД,ГУЛАГ МВД.
Литер -ЖФ. Телеграфный код-«Дальний»

Огромная жилая зона лагеря расположена была между соцгородком, и мехмастерскими. Это сооружение выглядело очень солидно: два ряда заборов с колючей проволокой, спирали Бруно из той же колючей проволоки, разложенные в предзоннике, надолбы из бревен с заостренными концами, направленными внутрь зоны, овчарки, бегающие вдоль специальной проволоки, натянутой между заборами, распаханная земля вокруг ограды, мощные фонари, заливающие ярким светом это ограждение по ночам, вышки с прожекторами и дежурными автоматчиками — все это наглядно показывало могущество страны победившего социализма.

В 1952 году в лагере прошла первая крупная забастовка в системе ГУЛАГа, ставшая широко известной.

### Численность заключённых
- на 01.07.52 — 3071 чел.
- 01.12.52 — 2787
- 01.01.53 — 2742
- 01.01.54 — 2388
- штатная — 5000

## Производство
Строительство экибастузских угольных разрезов, обеспечение работ треста «Иртышуглестрой» Минуглепрома СССР, строительство городских кварталов, теплоэлектроцентрали, которая должна была работать на экибастузском угле, кирпичного и цементного заводов, деревообделочного комбината, каменных карьеров.

## Начальники
- Борисов П. А., полковник, с 24 апреля 1952 по 16 июня 1952;
- Матвеев Д. М., подполковник, с 15 июля 1952 по 8 апреля 1954;

### Заместители начальника
- Горощенко П. С., майор интендантской службы, с 21 июня 1952 — не ранее 10 января 1954 (как и. о. начальника упоминается 1 июня 1952)